# Stadhuis van Batavia
Het Stadhuis van Batavia is een historisch gebouw in de Indonesische plaats Jakarta. Het gebouw functioneerde van 1710 tot 1913 als het stadhuis van Batavia. Sinds 1974 bevindt zich in het gebouw het Museum Sejarah Jakarta over de geschiedenis van de stad.

## Geschiedenis
De bouw van het stadhuis startte in 1707 op de plek van een ouder stadhuis uit 1627. In 1710 kon een gedeelte al in gebruik genomen worden en werd het ingehuldigd door de toenmalige gouverneur-generaal Abraham van Riebeeck. Het volledige gebouw kwam gereed in 1712. De bouwkost bedroeg 56.381 rijksdaalders. De architect was J.W. van der Velde, die hoofd was van het VOC-ambachtskwartier. Het ambachtskwartier was belast met het ontwerp en uitvoering van openbare werken in de stad. Het resultaat was een imposant gebouw dat paste bij de uitstraling van de stad en waarmee men blijk gaf aan de blijvende aanwezigheid van de VOC in de archipel.

## Kenmerken
Het gebouw bestaat uit twee hoofdvleugels en beslaat 1300 vierkante meter. Het gebouw heeft twee verdiepingen, wit gepleisterd en de daken zijn bedekt met pannen. Bovenop het gebouw bevindt zich een karakteristiek torentje met een bel. De bel werd geluid wanneer een VOC schip binnenkwam en wanneer een executie plaatsvond voor het gebouw. De classicistische entree werd pas bij een verbouwing in negentiende eeuw toegevoegd. De gebruikte natuursteen kwam van Coromandel, in India, het ijzerwerk uit Japan en Europa en het beste teakhout werd uit Oost-Java gehaald. De bakstenen voor de muren en de dakpannen werden nabij de bouwplaats gebakken. De bouwstijl kwam overeen met de architectuur in Nederland en sommigen zagen overeenkomsten met het Stadhuis op de Dam.
Op de tweede verdieping was aan de rechterzijde de zaal van het Hooggerechtshof en aan de linkerkant die van de Raad van Justitie. Beneden was een ruimte voor de Weeskamer en de kamer van de directeur van het verwisselingskantoor. Daarnaast waren er ruimtes die gebruikt werden als gevangenis. Voorname Europese en inlandse gevangen werden opgesloten in luchtige en ruime vertrekken op de eerste verdieping. Overige gevangenen werden opgesloten in kamers en hokken grenzend aan de binnenplaats.

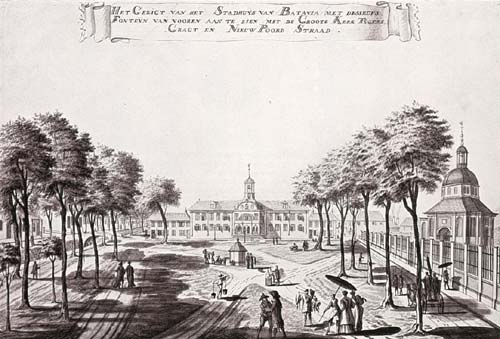
Stadhuis van Batavia uit 1710.
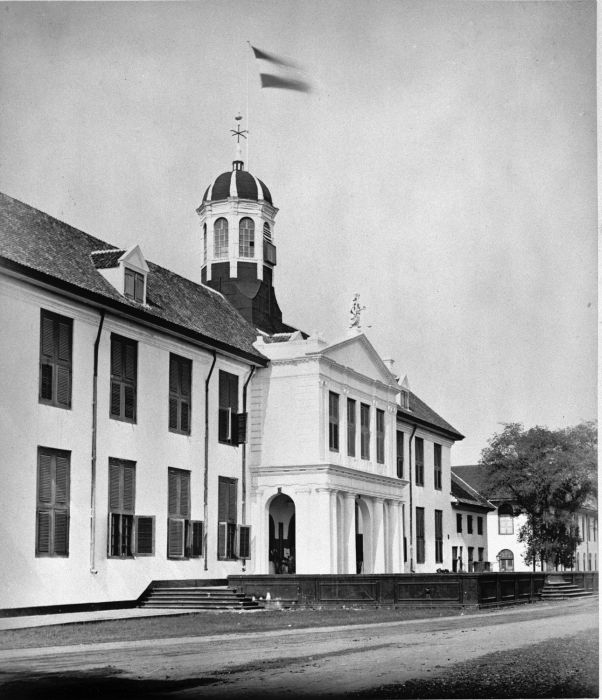
Stadhuis tussen 1875 en 1885
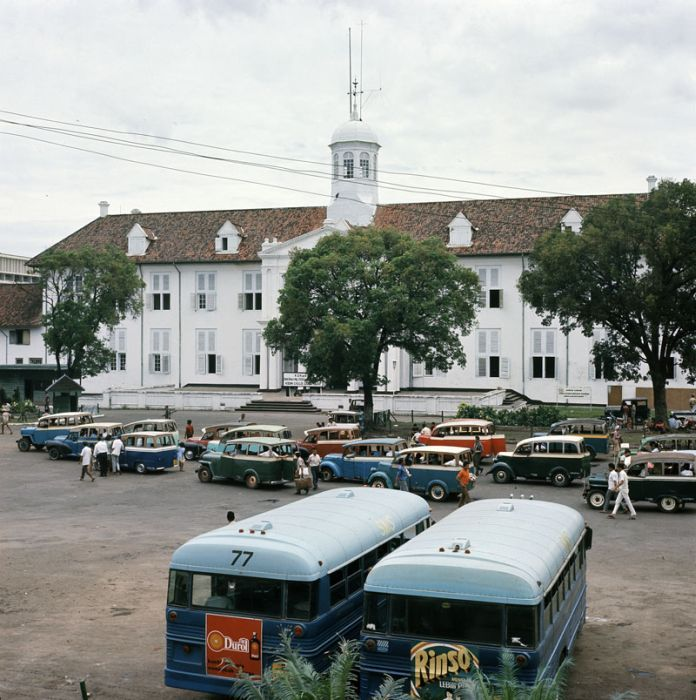
Voormalige stadhuis en plein in 1971